# Cerco de Chartres (911)

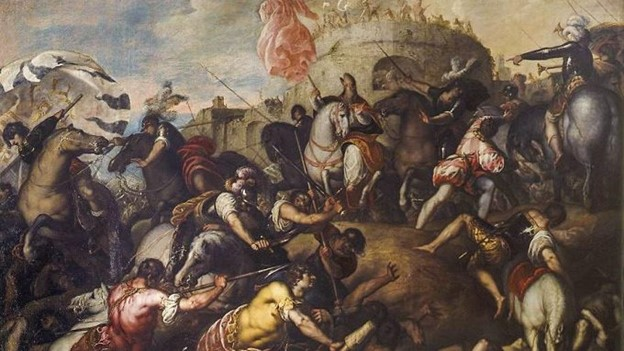
Pintura do cerco por Padovanino (1618)

O cerco de Chartres fazia parte das incursões víquingues na França. Em 20 de julho de 911, o víquingue Rolão liderou um cerco à cidade de Chartres, que já havia sido invadida e incendiada pelos víquingues em 858. O cerco resultou na derrota das forças víquingues. Após negociações com Carlos, o Simples, Rolão recebeu o Ducado da Normandia em troca de lealdade ao reino da Frância Ocidental.
As incursões víquingues na Francia começaram em 820. Os ataques eram frequentes e devastadores. Precedendo a batalha em Chartres, os víquingues, provavelmente liderados por Rolão, estavam conduzindo ataques ao centro da França em 910. No início de 876, eles tomaram Ruão, que estabeleceu uma posição víquingue permanente na região.